# Курт Гірш

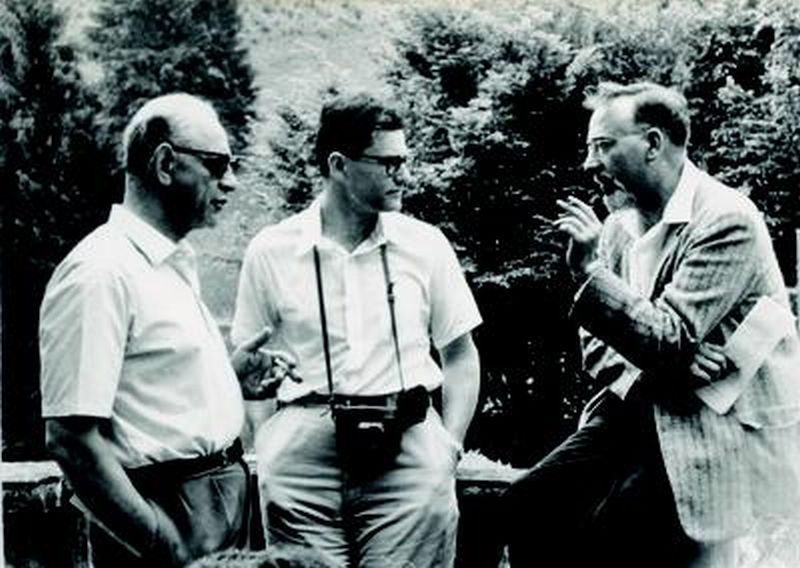
Курт Хірш (ліворуч), Карл Ґрюнберг (у центрі) та Річард Брук (1960)

Курт Август Гірш (нім. Kurt Augustus Hirsch; 12 січня 1906, Берлін — 4 листопада 1986, Лондон) — британський математик німецького походження, працював у галузі теорії груп.

## Життя й діяльність
Народився в Берліні в родині виробника мила Роберта Гірша (1856—1913) та його дружини Анни Леманн, онуки гамбурзького художника-портретиста Лео Лемана. Внук по батькові патологоанатома та історика медицини Августа Гірша. 1913 року компанія батька збанкрутувала, а Роберт Гірш вчинив самогубство. Курта відправили в школу-інтернат у Франкфурті-на-Одері.
Після школи вивчав математику та філософію в Університеті Фрідріха Вільгельма в Берліні. Навчання фінансувалося за рахунок стипендії, яку він отримував завдяки попередній посаді свого діда в цьому університеті. Його навчали Людвіг Бібербах, Ріхард фон Мізес, Ісай Шур та Ерхард Шмідт. 1933 року захистив докторську дисертацію під керівництвом Макса Дессуара про суперечку між інтуїтивістами навколо Брауера та формалістами навколо Девіда Гільберта (Інтуїція та логічна форма. Про сучасну філософію математики). Дисертацію подав 1930 року і того ж року склав іспит, але лише 1933 року зміг фінансово дозволити собі друк, необхідний для отримання докторського ступеня.
Від 1928 року, крім математичних досліджень, працював науковим журналістом для Vossische Zeitung. У цей час у математичній галузі особливо зацікавився роботами Еммі Нетер і Отто Шраєра, тому вирішив звернутися до теорії груп.
Навесні 1933 року, після приходу до влади націонал-соціалістів, перед Гіршем постала політична проблема: від 1928 року він був одружений із єврейкою, навернувся заради неї до єврейської віри і, згідно з визначенням націонал-соціалістів, також вважався євреєм через своїх єврейських предків. Після того, як у березні 1934 року набув чинності націонал-соціалістичний редакційний акт, Vossische Zeitung була змушена припинити видання, і Гірш втратив роботу. Того ж року з дружиною та двома маленькими дітьми емігрував до Великої Британії, де мав далеких родичів.
В Англії за посередництва Бернгарда Ноймана Гірш познайомився з теоретиком груп Філіпом Холлом, який спонукав його повністю присвятити себе математиці. 1937 року під керівництвом Холла вдруге здобув докторський ступінь у Кембриджському університеті, цього разу з дисертацією про поліциклічні групи (клас нескінченних розв'язних груп). Термін «довжина Гірша», що виник у цьому контексті, походить від його імені. 1938 році він його призначено викладачем в Лестерському університеті.
Після еміграції націонал-соціалістичні поліцейські органи класифікували Гірша як ворога держави: навесні 1940 року Головне управління безпеки Райху в Берліні внесло його до "Чорної книги", списку осіб, за якими нацисти стежили, оскільки ввавжали супротивниками режиму, і яких, у разі успішного вторгнення та окупації Британських островів, зондеркоманди СС мали виявити й заарештувати з особливим пріоритетом.
Після початку Другої світової війни Гірша 1940 року ненадовго інтернували на острів Мен — оскільки він все ще формально був громадянином Німеччини — як громадянина ворожої держави, де він працював кухарем. Після звільнення повернувся до Лестера. 1947 року Курт і Ельза Гірш отримали британське громадянство.
У 1948 році став професором у Королівському коледжі в Ньюкасл-апон-Тайн (пізніше Ньюкаслський університет). Там почав перекладати з російської на англійську підручник Олександра Куроша з теорії груп, перший том якого вийшов 1955 року. Потім перекладав інші праці російських математиків. Його власні публікації стосувалися переважно теорії груп; крім поліциклічних досліджень, він також проводив дослідження нільпотентних і абелевих груп.
1951 року став професором Коледжу королеви Марії Лондонського університету, де залишався до кінця своєї кар'єри. У 1954/55 роках він був запрошеним професором в Університеті Колорадо.

## Особисте життя
Від 1928 року був одруженим із Ельзою Брюль, з якою мав сина та дочку. Захоплювався шахами, виграв кілька чемпіонатів англійського округу, і все життя був кулінаром-аматором.
Був шурином публіциста Себастьяна Гаффнера.

## Праці
- Intuition und logische Form. Zur gegenwärtigen Philosophie der Mathematik, 1933. (Dissertation)
- The Automorphism Groups of Abelian P-Groups, 1961.
- Torsion-Free Groups Having Finite Automorphism Groups, 1961.